# Testament (pel·lícula de 2023)
Testament és una pel·lícula dramàtica quebequesa del 2023, escrita i dirigida per Denys Arcand.  És protagonitzada per Rémy Girard en el paper de Jean-Michel Bouchard, un arxiver jubilat d'uns 70 anys que viu en una residència de jubilats, que inicialment s'enfada quan un grup de manifestants demana la retirada d'una instal·lació d'art que s'ha considerat insultant per a les Primeres Nacions, i que llavors troba un nou amor i un nou gust per la vida. S'ha doblat i subtitulat al català.
El repartiment secundari inclou Sophie Lorain, Guylaine Tremblay, Caroline Néron, Charlotte Aubin, Robert Lepage, Denis Bouchard, René Richard Cyr, Clémence Desrochers, Guillaume Lambert, Danièle Lorain, Marie-Soleil Dion, Louis-José Houde, Yves Jacques Lepage, Johanne-Marie Tremblay, Pierre Curzi, Geneviève Schmidt, Marcel Sabourin, Brigitte Paquette, Danielle Fichaud, Louise Turcot, Alex Rice i Luc Senay, així com la cantant Marie-Mai en la seva primera interpretació cinematogràfica.
La pel·lícula es va estrenar el 26 d'agost de 2023 al Festival de Cinema Francòfon d'Angulema, abans d'estrenar-se als cinemes el 5 d'octubre.